# Sierra de Agalta
La sierra de Agalta  es una formación montañosa en el departamento de Olancho en Honduras. Desde 1987 la misma ha quedado integrada en el Parque nacional de la Sierra de Agalta. La sierra alcanza una altura máxima de 2354 m s. n. m.
Está bordeada por el río Guayape por un flanco y el río Grande por el otro. La sierra abunda en cuevas y cascadas formadas por los más de 200 ríos y arroyos que fluyen por sus laterales.